# Gimli (Terre du Milieu)
Pour les articles homonymes, voir Gimli.
Gimli est un personnage du roman de J. R. R. Tolkien Le Seigneur des anneaux. Il est choisi pour représenter sa race, les Nains, au sein de la Communauté de l'Anneau.
Il est le fils de Glóin, l'un des compagnons de Thorin Lécudechesne dans Le Hobbit.

## Nom
Le nom Gimli provient du vieux norrois, comme ceux des treize nains du Hobbit, mais contrairement à eux, il n'apparaît pas dans le Dvergatal, le « catalogue des nains » de la Völuspá et du Gylfaginning. Dans une lettre de 1967, Tolkien signale que le mot poétique gim signifie apparemment « feu ». Manfred Zimmermann rappelle que le nom du père de Gimli, Glóin, dérive du vieux norrois glóinn « le Rougeoyant », et propose d'interpréter -li comme un suffixe diminutif, ce qui donnerait à Gimli le sens de « petite flamme » ou « étincelle », « un nom hautement approprié pour le fils du Rougeoyant ».
Un Gimli apparaît également dans les Contes perdus, la première version des mythes du Silmarillion, écrite par Tolkien dans les années 1910-1920. Il s'agit d'un elfe « dont l'ouïe était la plus fine qui ait été au monde », libéré en même temps que Beren de sa prison. Un lexique gnomique (langue dont Tolkien fera ultérieurement le sindarin) rédigé vers la même période traduit gimli par « l'ouïe ».

## Histoire

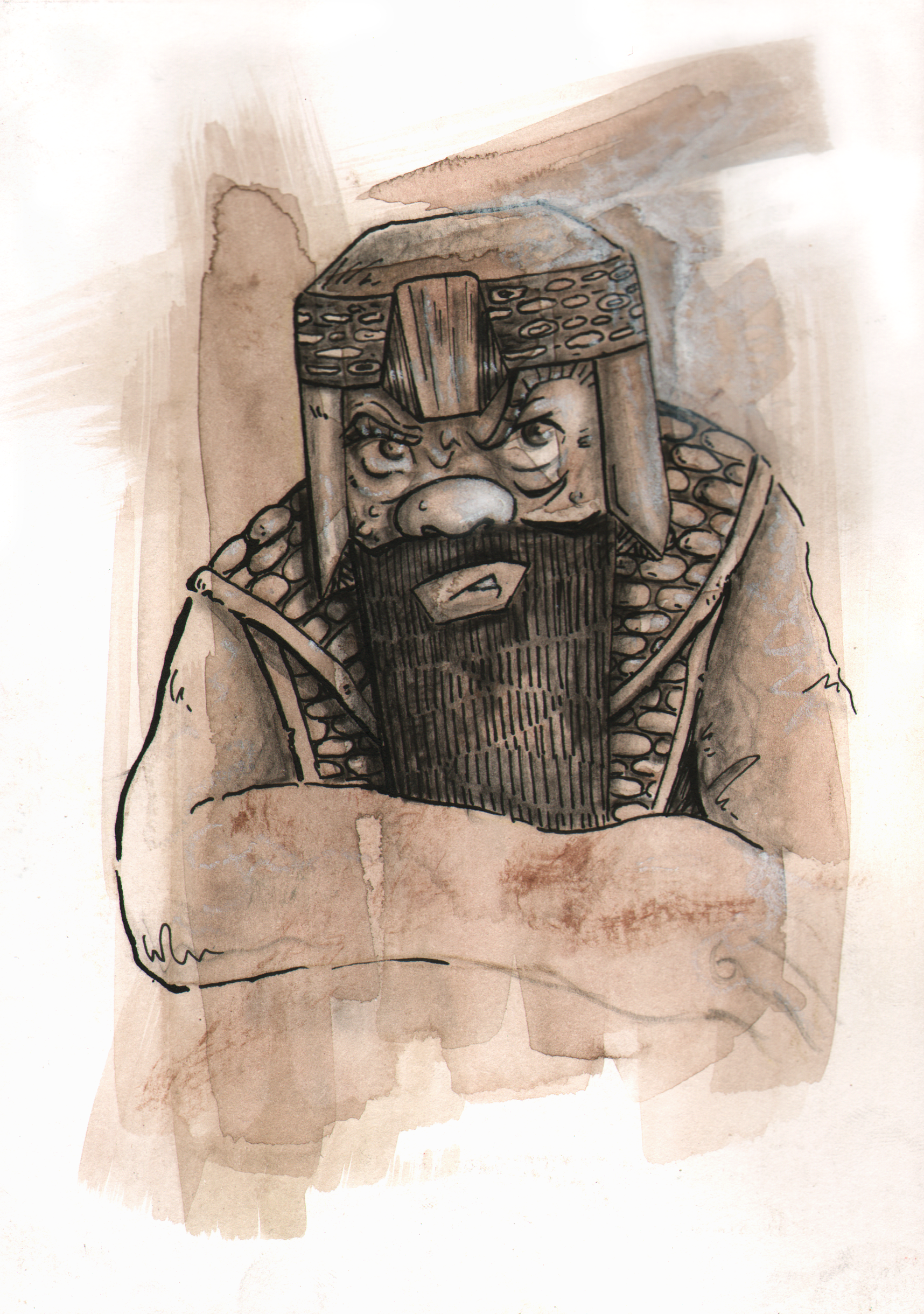
Vue d'artiste de Gimli.

Gimli naît en l'an 2879 du Troisième Âge. Lorsque Gandalf et Thorin Lécudechesne mettent au point l'expédition d'Erebor, en 2941, Gimli est jugé trop jeune pour se joindre aux compagnons de Thorin, parmi lesquels se trouve son père, Glóin.
À la fin de l'an 3018, Glóin et Gimli se rendent à Fondcombe en quête de conseils : un messager du Mordor, la Bouche de Sauron, s'est présenté en Erebor, offrant les Anneaux de Pouvoir des nains en échange d'informations sur Bilbon Sacquet et les Hobbits. À la suite du Conseil d'Elrond, Gimli est choisi pour représenter les Nains dans la Communauté de l'Anneau.
Lors du passage de la Fraternité dans la Lothlórien, Gimli tombe sous le charme de Galadriel, qui lui fait présent d'une mèche de ses cheveux. Il ne cesse ensuite de vanter la beauté et les charmes de la Dame de Lórien, notamment auprès d'Éomer, ce qui déclenche entre eux une querelle franche, mais courtoise. Le séjour de Gimli en Lórien fait également naître une profonde amitié entre Legolas et lui.
Après la guerre de l'Anneau, Gimli mène une colonie de Nains dans les cavernes d'Aglarond, au Rohan. Son amitié avec Legolas lui permet, grâce à l'intercession de Galadriel, de partir pour Tol Eressëa en même temps que ce dernier, à la mort d'Aragorn, en l'an 120 du Quatrième Âge.

## Création et évolution
Dans les brouillons du Seigneur des anneaux, publiés dans The Return of the Shadow, Gimli est nommé Frar, puis Burin, et est le fils de Balin.
Dans l'épilogue du Seigneur des anneaux, Sam raconte à ses enfants que Gimli s'est installé avec les siens dans les montagnes à l'ouest de Minas Tirith, et qu'il se rend à Aglarond une fois par an. Ce n'est que plus tard que Tolkien le fait s'établir directement dans les Brillantes Cavernes.

## Critique et analyse
L'amour de Gimli pour Galadriel rappelle l'amour courtois médiéval.

## Adaptations

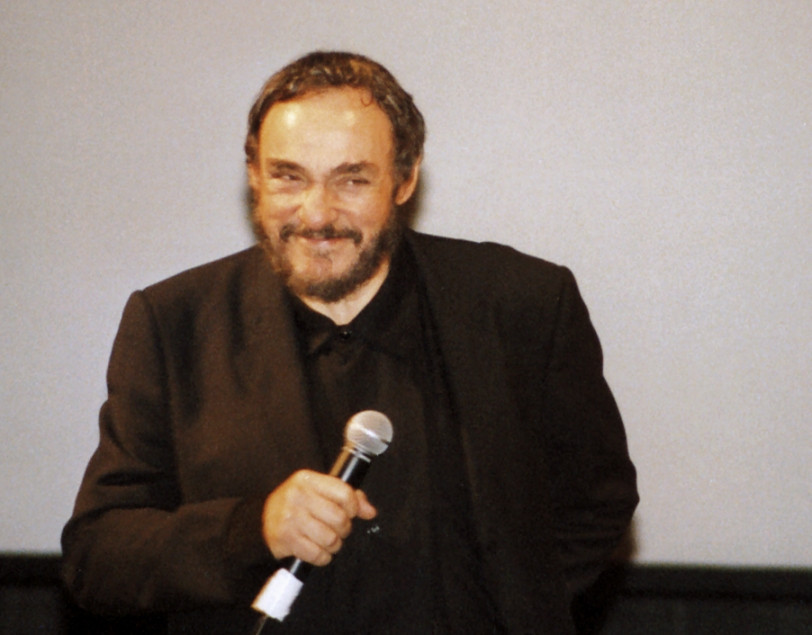
John Rhys-Davies interprète Gimli dans la trilogie de Peter Jackson.

### Radio
- Gimli est interprété par Eric Lugg dans la première adaptation radiophonique du Seigneur des anneaux pour la BBC (1955).
- Le rôle est repris par Gail Chugg pour l'adaptation radiophonique américaine de Mind's Eye (1979).
- Douglas Livingstone interprète Gimli dans la deuxième adaptation de la BBC (1981).

### Films
- Dans l'adaptation animée du Seigneur des anneaux de Ralph Bakshi en 1978, Gimli est doublé par David Buck dans la version originale et René Arrieu dans la version française.
- Le personnage est absent de l'adaptation en dessin animé du Retour du roi produite par Rankin/Bass (1980).

Dans l'adaptation de Peter Jackson, le rôle de Gimli est tenu par John Rhys-Davies. Rhys-Davies est plus grand que les acteurs jouant les hobbits, mais étant de la même taille qu'Orlando Bloom et Viggo Mortensen (jouant Legolas et Aragorn), l'acteur Brett Beattie l'a doublé pour permettre de fixer sa taille. Il y acquiert un aspect « comique » plus présent que dans les livres. 
Il est également cité dans l'adaptation du Hobbit par Peter Jackson : lorsque les elfes sylvains capturent la Compagnie dans la Forêt Noire, Legolas s'empare du médaillon de Gloin, dans lequel se trouve un portrait du jeune Gimli. Legolas qualifie le jeune nain de "gobelin mutant".

### Comédies musicales
- Elizabeth Harris interprète Gimli dans les comédies musicales produites par Clear Stage Cincinnati (2001-2003).
- Brooks Darrah joue Gimli dans l'adaptation sur scène des Deux Tours au Lifeline Theatre de Chicago.
- Dans l'adaptation de trois heures créée à Toronto en 2006, Gimli est interprété par Ross Williams.

### Jeux vidéo
- Dans le jeu vidéo La Guerre de l'anneau, Gimli est doublé par Bob Papenbrook (en).
- Dans le jeu vidéo The Lord of the Rings : Return to Moria, Gimli part à la Moria avec d'autres peuples nains pour reconquérir la mine.